# Ryota Takahashi
Ryota Takahashi (født 28. december 1986) er en tidligere japansk fodboldspiller.
Han har spillet for flere forskellige klubber i sin karriere, herunder Nagoya Grampus Eight.